# Putlitz
Putlitz es un municipio situado en el distrito de Prignitz, en el estado federado de Brandeburgo (Alemania), a una altitud de 60 metros. Su población estimada en 2019 era de 2664 habitantes.